# Pablo Márquez

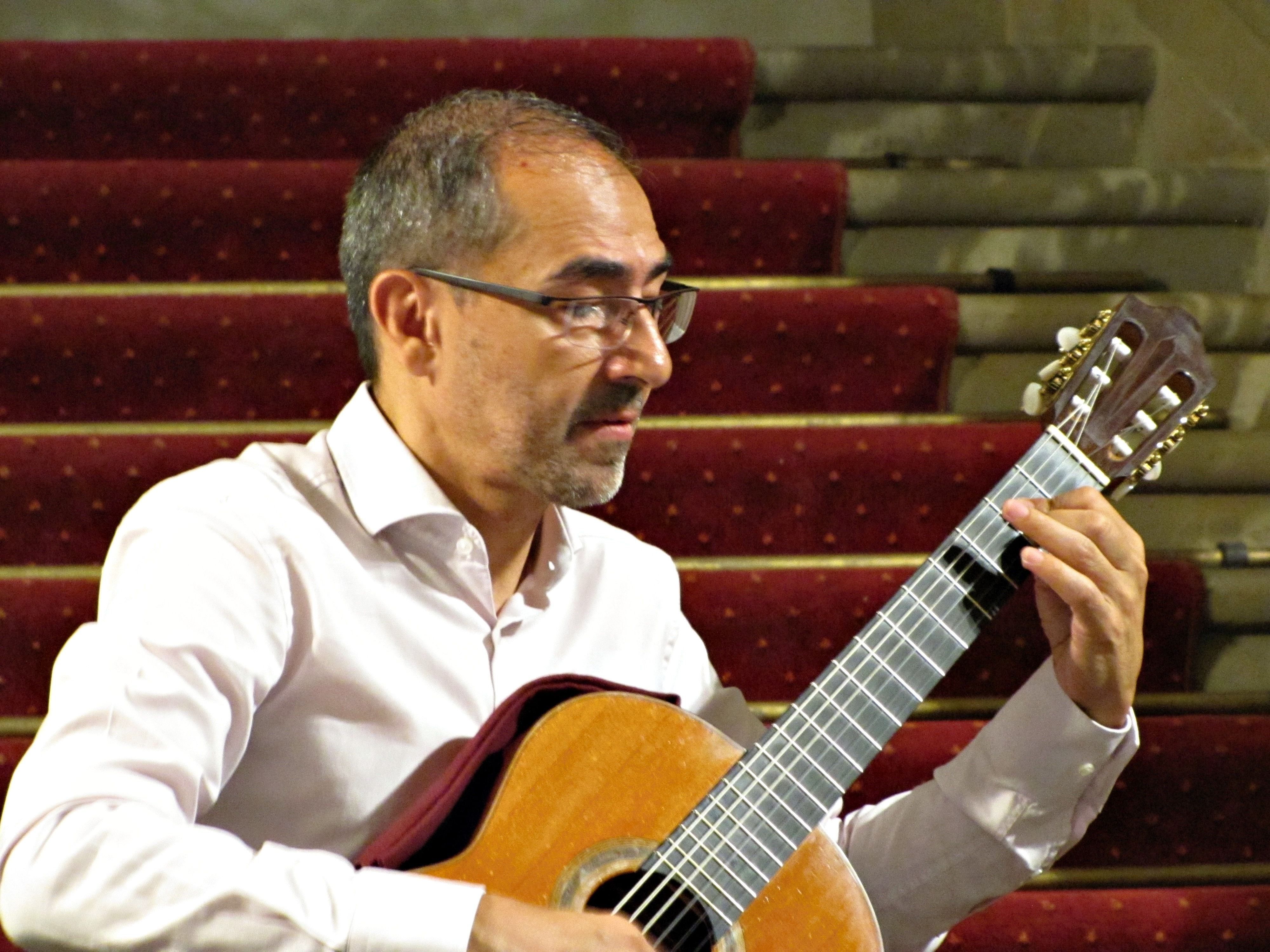
Pablo Márquez

Pablo Márquez (San Pedro de Jujuy, 1967) is een Argentijns gitarist. Márquez speelt voornamelijk klassieke muziek, maar speelt ook etnische muziek met bijvoorbeeld Dino Saluzzi.
Hij studeerde gitaar in Argentinië bij Jorge Martinez Zárate en Eduardo Fernández. Zelf zegt Márquez dat hij het meest beïnvloed is door György Sebök. Márquez geeft les aan de Muziekakademie van Basel en geeft masterclasses.

## Discografie (selectief)
- (1999): Histoire de Tango
- (2004); Corozonando
- (2007): Musica del Delphin

- Biblioteca Nacional de España: XX4894697
- Bibliothèque nationale de France: cb140275513 (data)
- Gemeinsame Normdatei: 104003693
- International Standard Name Identifier: 0000 0001 2125 4024
- Library of Congress Control Number: no2002042861
- MusicBrainz: d021e1e5-804d-45a9-aa06-c4e53ebd422e
- Nationale Bibliotheek van Israël: 987007460285905171
- Nederlandse Thesaurus van Auteursnamen: 398499691
- Système universitaire de documentation: 169965511
- Virtual International Authority File: 27265960
- WorldCat: E39PBJvhrBmb3YqYW7WcVChvHC